# Kutter (träteknik)

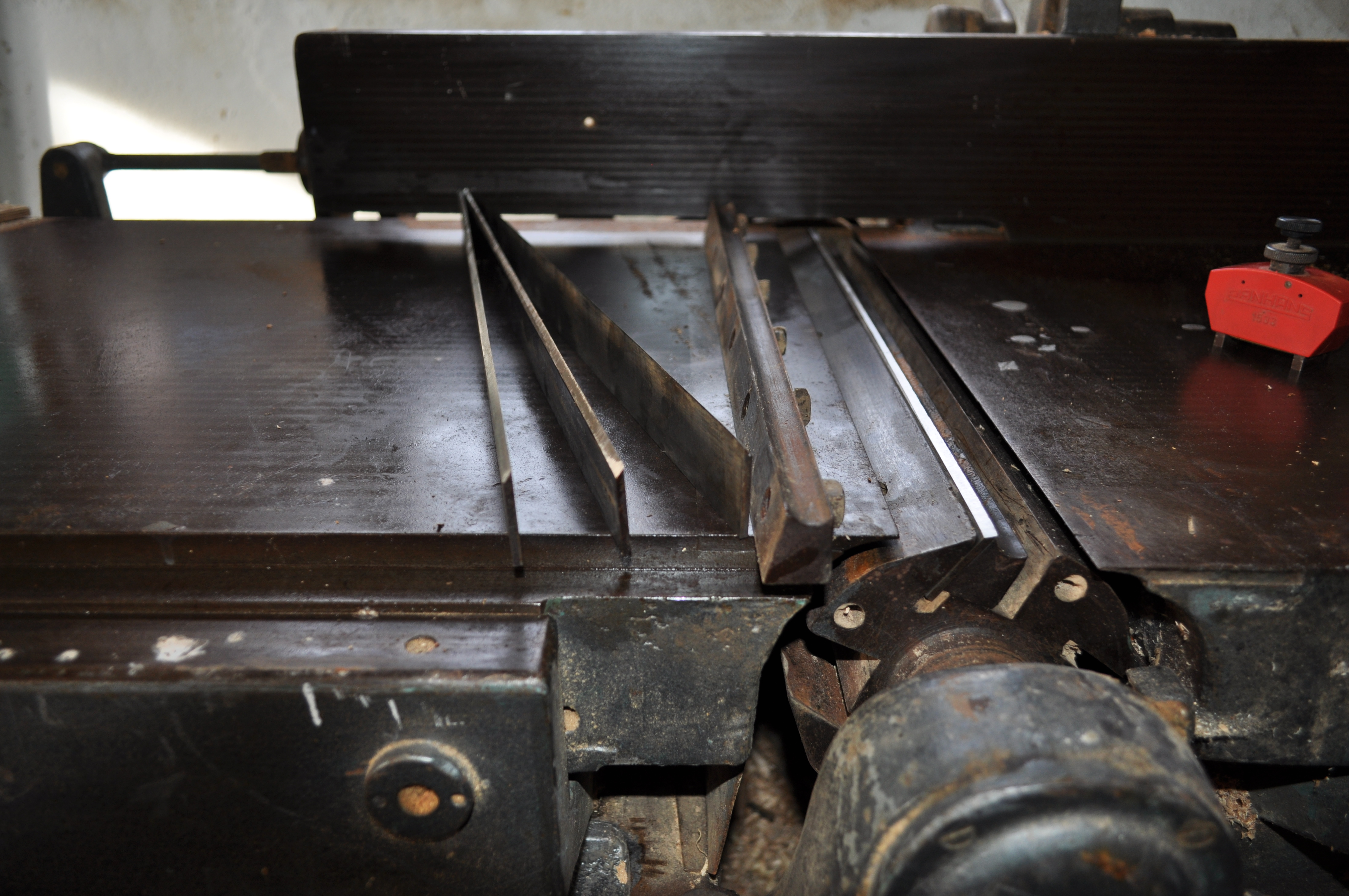
En kutter med fyra knivar monterad i en rikthyvel

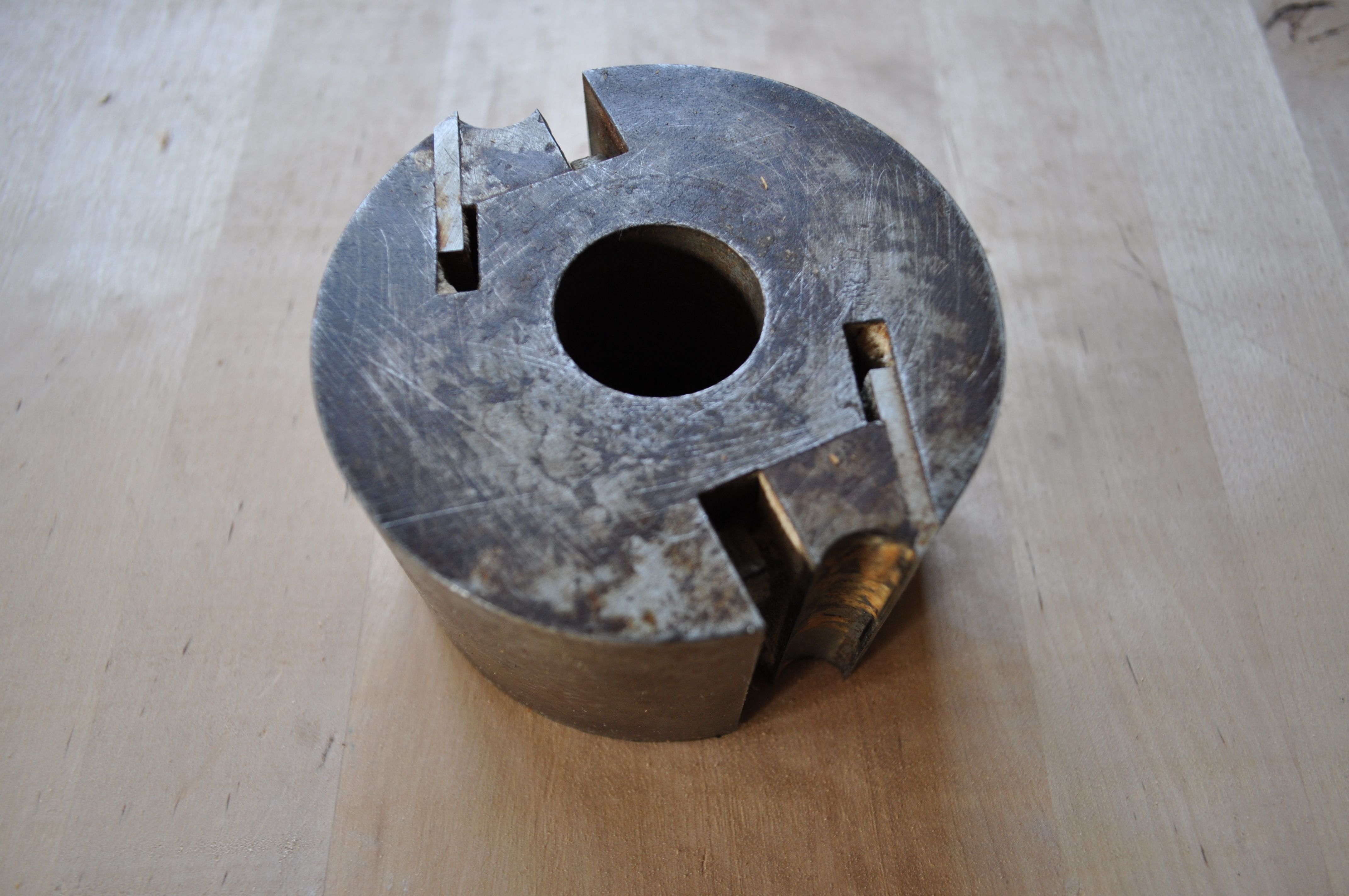
En kutter med två knivar avsedd för en fräsmaskin

En kutter är ett roterande verktyg med knivar för olika träbearbetningsmaskiner för maskinell bearbetning av trä. Moderna maskiner är utrustade med cylindriska kuttrar med två eller fyra knivar eller hyvelstål respektive frässtål beroende vilken typ av maskin som avses. Knivarna eller stålen spänns med bultar i hela sin längd medels en kilformad spånbrytare i ett spår, därmed slungas de ej ut vid rotation.
I en rikthyvel eller planhyvel samt universalhyvel sitter kuttern monterad horisontellt i kullager vid dess båda ändar. I en fräsmaskin sitter en kutter vertikalt spänd på en axel med en mutter. En kutter finns även i olika elektriska handverktyg avsedda för att hyvla eller fräsa trä.